# Salvia urticifolia
Salvia urticifolia är en kransblommig växtart som beskrevs av Carl von Linné. Salvia urticifolia ingår i släktet salvior, och familjen kransblommiga växter. Inga underarter finns listade i Catalogue of Life.